# Nicolas Chauvin

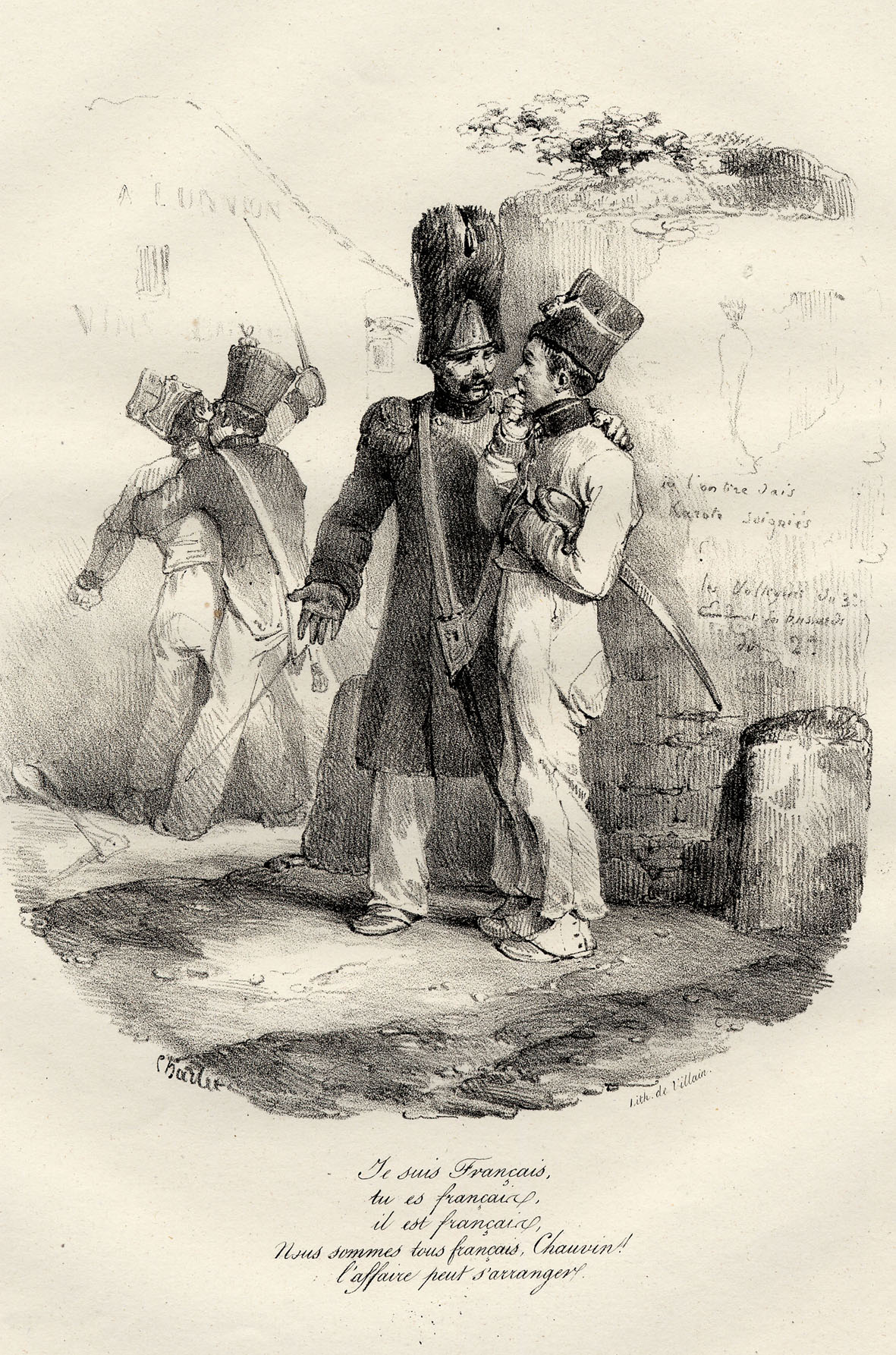
Je suis Français, tu es Français, il est Français, nous sommes tous Français, Chauvin, l'affaire peut s'arranger (BM 1869,0410.62)

Nicolas Chauvin (* um 1790 in vermutlich Rochefort, Frankreich, † nach 1808) war ein französischer legendärer Soldat, der in der Armee der Ersten Französischen Republik und danach in der Grande Armée von Napoléon Bonaparte gedient haben soll. Sein Name begründete den Begriff Chauvinismus. Es ist historisch nicht gesichert, ob Nicolas Chauvin gelebt hat oder eine fiktionale Figur ist. So geht beispielsweise der Forscher Gérard Puymège davon aus, dass Chauvin nie gelebt habe. Seiner Ansicht nach sollte Chauvin die lange Tradition des Bauernsoldaten fortsetzen und wurde von einigen Schriftstellern erfunden.

## Leben
Chauvin soll mit 18 Jahren in die Armee eingetreten sein und ehrenhaft und aufopfernd gedient haben, insgesamt 17 Mal im Dienst verwundet und dabei schwer verstümmelt worden sein. Für seine Loyalität und seinen Einsatz habe er  von Napoleon selbst einen Ehrensäbel und eine Pension von 200 Francs erhalten.
Im post-napoleonischen Frankreich erschien seine Einsatzbereitschaft nicht mehr bewunderungswürdig, sondern diente als Zielscheibe des Spotts in Vaudeville-Komödien, so beispielsweise in dem Stück La Cocarde tricolore (1831). Mit diesen Stücken wurde Chauvin zur Theaterfigur, und es wurde der Begriff „Chauvinismus“ für einen übertriebenen Nationalismus geprägt.